# Черняковский плацдарм
Черняковский плацдарм (пол. Przyczółek czerniakowski) — тактический плацдарм польских войск (3-я пехотная дивизия имени Р. Траугутта) на левом берегу реки Висла в районе Варшавы, на Верхнем Чернякове (Сольце), созданный в середине сентября 1944 года для поддержки Варшавского восстания.

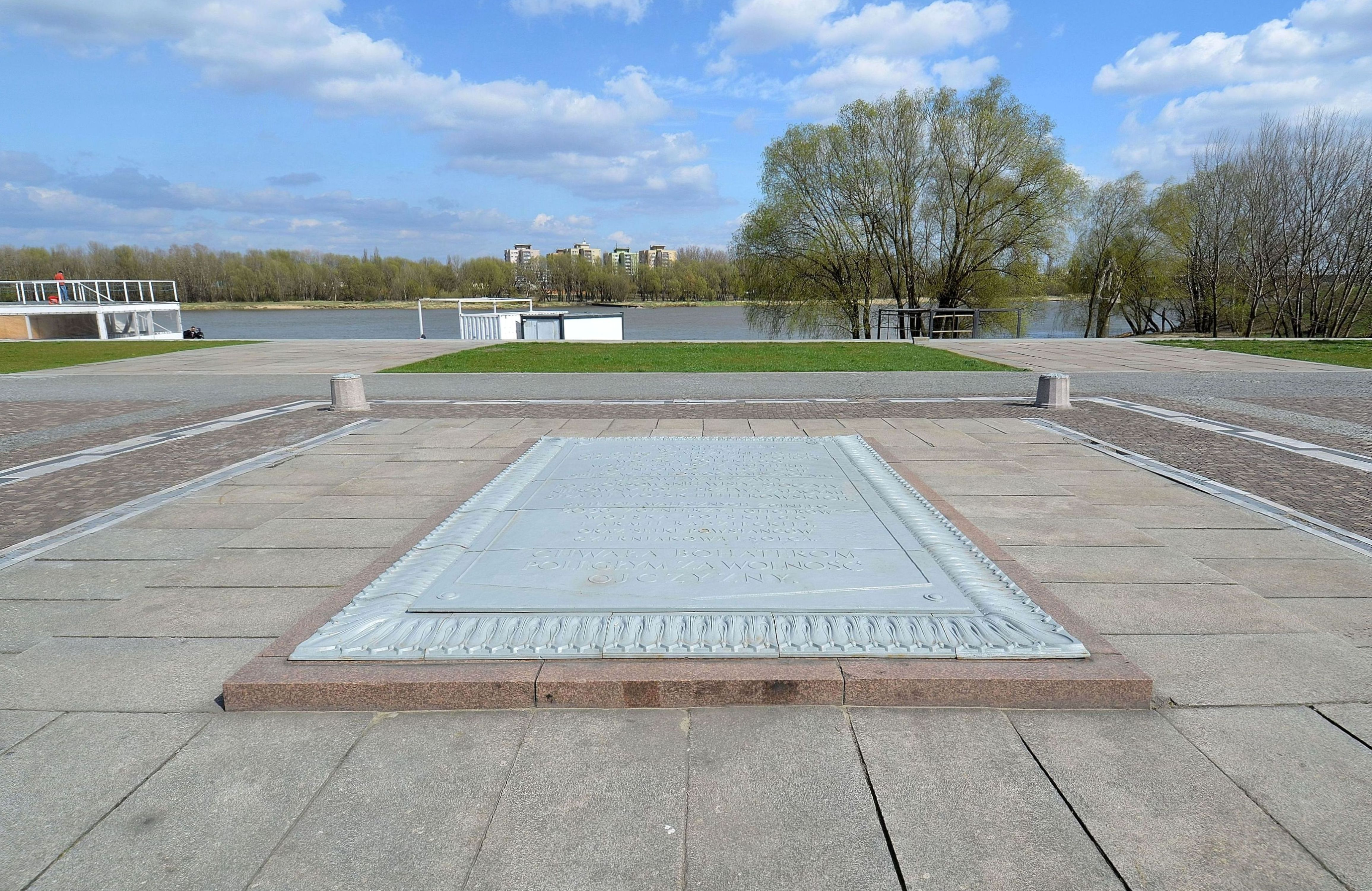
Памятная плита на месте Черняковского плацдарма

## План операции
Выработанный в штабе 1-й армии Войска Польского «План тактико-оперативных действий по овладению г. Варшавой» предусматривал, что в течение трех дней и четырех ночей при поддержке советских артиллерии, авиации, инженерных и химических войск можно будет овладеть двумя обширными плацдармами в районах Чернякув и Жолибож, соединиться с повстанцами, переправить 1юю армию Войска Польского на левый берег и начать освобождение Варшавы. Предусматривалось, что танки и артиллерийские орудия будут переброшены паромами. Одновременно польские саперы построят два понтонных моста через Вислу
.

## Ход боёв
В ночь с 16 на 17 сентября на плацдарм на Сольце переправились подразделения 9-го пехотного полка 3-й пехотной дивизии (два батальона 
пехоты численностью около 1000 бойцов, шесть 45-мм артиллерийских орудий, 17 минометов, 28 станковых пулеметов, 32 противотанковых ружья). Они поддержали оборонявшуюся из последних сил группу повстанцев АК и АЛ, насчитывавшую 400 человек. 
В соответствии с замыслами командование 1-й армии Войска Польского решило в ночь с 18 на 19 сентября высадить на жолибожском берегу десант 6-го пехотного полка 2-й дивизии с задачей «установить связь с повстанцами и овладеть районами Жолибож и Маримонт». В течение двух ночей (на 19 и на 20 сентября) на Жолибоже высадили два батальона 6-го пехотного полка 2-й Варшавской пехотной дивизии при поддержке минометных батарей и артиллерии, занявшие плацдарм. Несмотря на попытки установления контакта с повстанцами, соединения сил не произошло, и 23 сентября 6-й полк отступил обратно на другой берег Вислы. Потери 2-й дивизии составили 523 убитых, раненых и пропавших без вести.
Кроме того, днем 19 сентября, в 16.00, под прикрытием дымовой завесы 8-й пехотный полк (силой до 1000 бойцов, при 6 артиллерийских орудиях, 9 минометах) приступил к форсированию Вислы между мостами Понятовского и Шредницовым, чтобы расширить Черняковский плацдарм и соединиться с 9-м полком. Поставленная цель не была достигнута — немецкая контратака с танковой поддержкой привела к тому, что в тот же день около полуночи сопротивление 8-го полка было сломлено, а последние оставшиеся в живых солдаты в ночь с 21 на 22 сентября вернулись на пражский берег. Бой 8-го полка продолжался в общей сложности восемь часов — из 824 переправленных солдат на Прагу вернулось только 164 (в том числе 80 раненых), остальные же погибли или попали в плен.
Сильный обстрел Вислы немцами привел к тому, что предпринятые каждую ночь попытки отправить подкрепление из Саской Кенпы потерпели неудачу. В период с 16 по 23 сентября на Черняковский плацдарм переправили 1254 солдат 3-й дивизии (в том числе 147 солдат 7-го пехотного полка и спецподразделений дивизии).
После неудачных попыток переправиться через Вислу в других местах — 7-м пехотным полком в районе Кемпы Чернякувской и острова, 1־й кавалерийской бригадой в районе моста Карбедзя и 1-й дивизией из Кемпы Гоцлавской — оставался еще отчаянно оборонявшийся чернякувский плацдарм. С целью помочь ему маршал Рокоссовский отдал 20 сентября в 13.30 приказ командующему 8־й гвардейской армией генералу Чуйкову отвести с мангушевского плацдарма и передать в распоряжение генерала Берлинга хорошо укомплектованный полк, имеющий опыт ведения уличных боев в Сталинграде. Однако 226-й гвардейский полк, спешно прибывший в Милосну, не смог принять участие в боях, так как оборона на Ченякуве уже была сломлена.
В ночь с 19 на 20 сентября большая часть подразделений Армии Крайовой из группировки «Радослав» отступила канализационными каналами на Мокотов, а остатки батальона АК «Зоська», группировки АК «Крыска» и высадившегося десанта ещё некоторое время держали оборону на ул. Вилановской. Продолжалась и эвакуация через Вислу. Наконец 23 сентября пал последний пункт сопротивления на Верхнем Чернякове — дом номер 1 на ул. Вилановской.